# 雷恩区
雷恩区（法語：Arrondissement de Rennes）是法国伊勒-维莱讷省所辖的一个区。总面积2228.4平方公里，总人口605914，人口密度272人/平方公里（2017年）。主要城镇为雷恩。

## 辖区
雷恩区辖有109个市镇。